# 만해문학상
만해문학상(萬海文學賞)은 시인이자 독립운동가인 만해 한용운의 업적을 기념하고 문학 정신을 계승해 민족문학의 발전에 이바지하고자 1973년 제정된 대한민국의 문학상이다. 창작과비평사에서 제정했으며, 제1회와 제2회 시상 이후 중단되었다가 《창작과 비평》이 복간된 1988년 이후 다시 재개되었다.
매년 최근 3년 간 한국어로 된 문학(시집, 소설집, 장편소설, 희곡집, 평론집 등)을 대상으로 한다. 제14회까지는 시인, 소설가만 수상했지만, 제15회부터는 학자와 평론가도 수상자로 선정되었다. 제19회에는 조선민주주의인민공화국의 소설가가 선정되었다.

## 역대 수상 작품
| 회     | 수상년도 | 작가                                   | 작품                                                           |
| ------ | -------- | -------------------------------------- | -------------------------------------------------------------- |
| 제1회  | 1974년   | 시인 신경림                            | 시집 《농무》                                                  |
| 제2회  | 1975년   | 소설가 천승세                          | 단편 "황구의 비명", "폭염"                                     |
| 제3회  | 1988년   | 시인 고은                              | 시집 《만인보》 1, 2, 3                                        |
| 제4회  | 1989년   | 소설가 황석영                          | 장편소설 《무기의 그늘》                                       |
| 제5회  | 1990년   | 소설가 현기영                          | 장편소설 《바람 타는 섬》                                      |
| 제6회  | 1991년   | 시인 민영                              | 시집 《바람 부는 날》                                          |
| 제7회  | 1992년   | 시인 김명수                            | 시집 《침엽수 지대》                                           |
| 제8회  | 1993년   | 소설가 이문구                          | 소설집 《유자소전》                                            |
| 제9회  | 1994년   | 소설가 송기숙                          | 장편소설 《녹두장군》 전12권                                   |
| 제10회 | 1995년   | 시인 조태일                            | 시집 《풀꽃은 꺾이지 않는다》                                  |
| 제11회 | 1996년   | 소설가 신경숙                          | 장편소설 《외딴 방》                                           |
| 제12회 | 1997년   | 시인 백무산                            | 시집 《인간의 시간》                                           |
| 제13회 | 1998년   | 수상작 없음                            |                                                                |
| 제14회 | 1999년   | 소설가 박완서                          | 소설집 《너무도 쓸쓸한 당신》                                  |
| 제15회 | 2000년   | 국문학자 임형택                        | 《실사구시의 한국학》                                          |
| 제16회 | 2001년   | 시인 정희성                            | 시집 《詩를 찾아서》                                           |
| 제17회 | 2002년   | 시인 김지하                            | 시집 《花開》                                                  |
| 제18회 | 2003년   | 소설가 박범신 / 평론가 유홍준          | 장편소설 《더러운 책상》 / 평론집 《완당평전》                 |
| 제19회 | 2004년   | 소설가 홍석중                          | 장편소설 《황진이》                                            |
| 제20회 | 2005년   | 소설가 김원일                          | 연작소설 《푸른 혼》                                           |
| 제21회 | 2006년   | 시인 김규동                            | 시집 《느릅나무에게》                                          |
| 제22회 | 2007년   | 소설가 김영하                          | 장편소설 《빛의 제국》                                         |
| 제23회 | 2008년   | 소설가 윤영수                          | 소설집 《소설 쓰는 밤》                                        |
| 제24회 | 2009년   | 소설가 공선옥                          | 소설집 《나는 죽지 않겠다》, 《명랑한 밤길》                   |
| 제25회 | 2010년   | 역사학자 강만길 / 목사 박형규 / 신홍범 | 자서전 《역사가의 시간》 / 회고록 《나의 믿음은 길 위에 있다》 |
| 제26회 | 2011년   | 시인 천양희                            | 시집 《나는 가끔 우두커니가 된다》                             |
| 제27회 | 2012년   | 시인 이시영                            | 시집 《경찰은 그들을 사람으로 보지 않았다》                    |
| 제28회 | 2013년   | 소설가 조갑상                          | 장편소설 《밤의 눈》                                           |
| 제29회 | 2014년   | 소설가 한강                            | 장편소설 《소년이 온다》                                       |
| 제30회 | 2015년   | 수상자 없음                            |                                                                |
| 제31회 | 2016년   | 이인휘                                 | 소설집 《폐허를 보다》                                         |
| 특별상 | 2016년   | 김형수                                 | 《소태산 평전》                                                |
| 특별상 | 2016년   | 416세월호참사 작가 기록단              | 《다시 봄이 올 거예요》                                        |
| 제32회 | 2017년   | 김정환                                 | 시집 《내 몸에 내려앉은 지명》                                 |
| 특별상 | 2017년   | 황석영,이재의,전용호 기록              | 《죽음을 넘어 시대의 어둠을 넘어》                             |
| 제33회 | 2018년   | 김해자                                 | 시집 《해자네 점집》                                           |
| 제34회 | 2019년   | 황정은                                 | 연작소설 《디디의 우산》                                       |
| 특별상 | 2019년   | 김두식                                 | 《법률가들: 선출되지 않은 권력의 탄생》                        |